# Новая Кашникова
Новая Кашникова — деревня в Плесецком районе Архангельской области.

## География
Находится в западной части Архангельской области на расстоянии приблизительно 53 км на юго-запад по прямой от административного центра района поселка Плесецк на левобережье реки Онега.

## История
Отмечена только уже на карте 1969—1983 годов. До 2021 года входила в Конёвское сельское поселение до его упразднения.

## Население
Численность населения: 2 человека (русские 100 %) в 2002 году, 5 в 2010.